# Смедвик, Харальд
Харальд Смедвик (норв. Harald Smedvik; 28 марта 1888 — 5 августа 1956) — норвежский гимнаст, серебряный призёр летних Олимпийских игр 1908 года.
На Играх 1908 года в Лондоне Смедвик участвовал только в командном первенстве, в котором его сборная заняла второе место.